# Зебрина
Зебрината (Tradescantia Zebrina), известна преди като Zebrina pendula, е вид Традесканция (Tradescantia). Общото име се споделя с тясно свързаните видове T. fluminensis и T. pallida.

## Описание
Зебрината е растение със сукулентно стебло, което пълзи около себе си, докато се образува гъст нискорастящ храст. Листата достигат дължина около 7 см, подредени равномерно по стеблото. Горната им повърхност е мъхеста, а украската е с цветовете на дъгата. От долната страна те са наситено виолетови, със сребристи линии. Краищата на листата са винено червени. Облите стебла са тюркоазени на цвят, с тъмно червени точки и петна.

## Местообитание
Зебрината е родом от Мексико, Централна Америка и Колумбия, но може да бъде намерена и на Карибските острови. Натурализирана е в части от Азия, Африка, Австралия, Южна Америка и различни океански острови.
Растението расте в гъсталаци във влажните зони и тропическите гори, често върху камъни в сенчести и открити райони или по бреговете на реки на височина 2000 метра или по-ниско, но главно на по-ниски височини.

## Сортове
- Tradescantia zebrina var. flocculosa (G.Brückn.) D.R.Hunt – tropical Mexico, Guatemala, Honduras
- Tradescantia zebrina var. mollipila D.R.Hunt – tropical Mexico
- Tradescantia zebrina var. zebrina – most of Mexico from north to south, Central America, Colombia